# Kaznowski

Herb Suchekomnaty

Kaznowski − polskie nazwisko, na początku lat 90. XX wieku w Polsce nosiły je 1266 osoby.
Kaznowscy herbu Suchekomnaty − szlachta zagrodowa, pisali się z Stępkowa (Stępków w powiecie lubelskim) i wołali się Sopotami, właściciele wsi Kaznów

## Osoby o tym nazwisku
- Adam Kaznowski – polski biolog, dr hab. nauk biologicznych, profesor zwyczajny Uniwersytetu im. Adama Mickiewicza w Poznaniu
- Alfons Kaznowski († ok. 1657) − od 1650 r. prowincjał prowincji dominikanów pod wezwaniem Anioła Stróża;
- Stanisław Kaznowski († 1724) − ;
- Franciszek Kaznowski († 1729) − proboszcz (Chodzież 1703−1716), dziekan (Czarnków 1709−), sędzia grodzki (Poznań 1716−), archidiakon (Pszczew 1716−), dziekan (Oborniki 1728−), biskup pomocniczy-oficjał generalny (Poznań 1728);
- Feliks Kaznowski (11 maja 1899 − 18 grudnia 1944 Mauthausen);
- Konstanty Kaznowski − powstaniec styczniowy, ojciec Lucjana i Kazimierza;
  - Lucjan Kaznowski (1890−1955) − polski biolog, profesor fitopatologii i uprawy roślin UMCS w Lublinie;
  - Kazimierz Kaznowski (1876−1943) − przyrodnik, pedagog;
- Andrzej Kaznowski − prezydent Gdańska w latach 1973−1977;
- Jacek Kaznowski − mgr inż., burmistrz Dzielnicy Białołęka w Warszawie od 2006;
- Marian Kaznowski − polski żużlowiec i sędzia żużlowy;
- Medart Kaznowski − major WP, dziennikarz wojskowy;
- Bohdan Kaznowski − pisarz;
- ks. Zbigniew Kaznowski (1927−2001) − biblista;
- Wawrzyniec Kaznowski − mgr, historyk;
- Kazimierz Stefan Kaznowski (1876−1943);
- Piotr Kaznowski (1981 r.) – historyk filozofii, redaktor naczelny kwartalnika „Christianitas”.
- Zygmunt Kaznowski (1895-1949) – pułkownik artylerii II RP